# Церковь Иконы Смоленской Божией Матери (Пянтег)
Церковь Иконы Смоленской Божией Матери (Богоявленская, Богородицкая) — древнейшая деревянная культовая постройка на Урале. По преданию она была построена в 1500 году, в Дозорной книге Чердынского уезда за 1707 года указана дата 1617 год.

## Описание
Из двух названных церквей сохранилась та, которую можно видеть сегодня. Для подтверждения датировки нельзя пренебрегать результатами археологических исследований вокруг церкви. Находки в культурном слое относятся к XVII веку. В основе церкви шестигранный бревенчатый сруб, венцы которого соединены в «обло с остатком», то есть с выступающими концами за пределы наружных плоскостей стен. Верх сруба перекрыт пологой деревянной крышей на шесть скатов с небольшой главкой и крестом. С востока в шестерик врублена прямоугольная алтарная апсида, верх которой расширен повалами и перекрыт двускатной крышей. На западной стороне, обращённой к реке, — крыльцо.
Для освещения в стенах прорублены квадратные и прямоугольные окна. Округлость брёвен вокруг некоторых оконных проёмов немного стёсана. На давность всей постройки указывают толстые косяки-колоды и два волоковых окна на восточной стене апсиды. Волоковые окна вырублены в двух смежных брёвнах (на полбревна вверх и вниз), закрывающиеся («заволакивающиеся») изнутри досками-задвижками. Рядом с окнами вырезана в стене прямоугольная ниша для иконы. Описанный вид церкви не является изначальным. Шестерик имел подклет в четыре—пять венцов, который по ветхости убрали в 1905 году. Завершался шестерик открытым ярусом звона и высоким шатром с главкой и крестом. С севера и запада церковь опоясывала открытая галерея, на которой возле северной стены стояла лестница для подъёма на чердак. По внутренней лестнице поднимались на ярус звона. От этой конструкции сохранилась только дверь в верхней части сруба и остатки двух балок, поддерживавших выносную площадку (их наружная часть срезана, срезы на фасаде заметны).

## Настоящее время
За последние три десятилетия западная и северо-западная стены подверглись сильной деформации. Если не принять меры к спасению уникального памятника, поставленного на федеральный учёт, то возможна потеря его безвозвратно.